# Spiralia
Spiralia é a denominação de um clado extremamente diverso e amplo, e inclui-se nele nemertideos, anelideos (como por exemplo policladideos), moluscos (lamelibranquios, gasterópodes, anfineuros e escafopodes), platelmintos
, e incluem basicamente os animais que tem logo nas primeiras clivagens do seu desenvolvimento embrionário a característica de segmentação total dos blastômeros em espiral (clivagem espiral).
Em linhas gerais, sabemos que ter uma clivagem espiral é ter suas segmentação determinada e o destino de cada um dos seus blastômeros estabelecida no momento que se dividem. É possível rastrear o blastômero que dará origem a certos conjuntos celulares, assim como sabemos que certos tecidos são provenientes do blastômero “x” (os exemplos mais interessante são o blastômero 4d dar origem a endo mesoderme, assim recebendo o nome de mesoblasto e a célula 2d formar quase exclusivamente o ectoderma externo completo, assim recebendo o nome de somatoblasto(essa observação só foi possível pela notação do biólogo Edwin Grant Conklin).
Importante ressaltar que o clado não apresenta 100% dos seus representantes com a característica marcante do desenvolvimento, na verdade o clado foi associado a Lophotrochozoa, que é extremamente diverso morfologicamente.
Desenvolvimento
As primeiras duas divisões do óvulo são uniformes e nao tem particularidade morfológica ainda (não significa que não há diferenciação e sinais moleculares nessas divisões, elas só não são aparentes). É na terceira divisão do embrião podemos ver uma assimetria nela, formando o pólo vegetal (células maiores e com designação de letras em maiúsculo) e pólo animal (células menores e com designação de letras em minúsculo). Na terceira clivagem quatro novas células são formadas em forma de fuso oblíquo em relação ao eixo vegetativo animal (o “eixo do ovo é definido pela entrada do espermatozoide na celula, e é reconhecido esse eixo por um vetor do polo vegetal em sentido ao polo animal) O aparato do fuso nas divisões celulares é oblíquo a esse eixo. Ao olhar para o embrião em orientação ao pólo animal (como na figura), isso resulta em um arranjo em espiral dos planos de divisão após as primeiras cinco ou seis divisões. A partir do estágio de quatro macrômeros, os eixos de sucessivas divisões celulares são inclinados em um ângulo de cerca de 45 ° em relação ao eixo do embrião, resultando, então uma formação helicoidal alternada das células.
O óvulo fertilizado divide o primeiro meridional duas vezes , os sulcos de divisão correm de um pólo a outro. A segunda divisão produz quatro células, A, B, C e D, resultado em quatro celulas em um plano. A terceira divisão ocorre equatorialmente, portanto resultando em dois planos, cada um com quatro células. Os quatro blastômeros maiores, os macrômeros, recebem a denominação 1A-1D e as quatro células menores, os micrômeros, recebem a denominação 1a-1d. A lógica dessa nomenclatura é seguida da seguinte maneira: células que são originárias de macrômeros resultam sempre uma pro polo vegetal e outra pro animal, e sendo as do polo vegetal maiores, sempre receberam o coeficiente de letra maiúscula, e as que formam a partir dela e são menores e voltadas para porção animal recebem o coeficiente de letra minúscula. E ainda nessas células de letra maiúscula a cada divisão vai recebendo o coeficiente do número de divisões. Então uma célula 1A, divide formando 2a e 2A. A 2A divide e forma 3a e 3A. A 3A divide e forma 4a e 4A, e assim por diante. Já as células que recebem o coeficiente minúsculo (são células menores e são próximas do polo animal) apresentam o coeficiente de letra minuscula e e numeral fixados, e vão recebendo expoentes para designar sua posição. Para o polo vegetal recebem o expoente 2 e para o polo animal recebem o expoente 1. Então, por exemplo, a célula 2a ao se dividir forma 2a¹ (próxima ao polo animal) e 2a² (próxima ao polo vegetal). Segundo o raciocínio a 2a¹ gera uma 2a¹¹ e 2a¹², e a 2a² gera uma 2a²¹ e uma 2a²², e assim sucessivamente.
Estudos com resultados moleculares para esse fenômeno é muito obscuro, a alternância dos fusos mitóticos a cada divisão está bem desconhecida quanto a sua regulação. E alguns representantes sofreram uma modificação secundária a sulcos espirais clássicos (por exemplo em rotíferos) ou desenvolver um padrão diferente de divisões do zigoto, como por exemplo os cefalópodes.
Spiralia na Filogenia
Inicialemnte o termo Spiralia foi inicialmente utilizado sem conotações filogenéticas especiais em relação a um grupo de animais caracterizado por clivagem espiral. Depois disso, quando em 1995 Halani et al. propôs uma divisão dos animais Protostomio em Ecdysozoa e Lophotrochozoa, onde é notado neste último a característica da clivagem espiral, e, portanto, começou a usar termos e Lophotrochozoa e Spiralia como sinônimos (o nome do grupo refere-se à postaposição da sinapomorfia espiral de clivagem)
Os clados dentro de Lophotrochozoa tem uma morfologia extremamente diversa, e a sustentação da filogenia só foi confirmada por análises moleculares sobrando ainda alguns pontos a serem resolvidos, porém não são todos os animais desse clado que apresentam essa característica. Anteriormente, se pensava que a segmentação em espiral correspondia aos animais “espiralados" no sentido mais estrito da palavra como os moluscos e anelídeos que apresentam segmentação espiral clássica. Mas pela complexidade e única condição de clivagem espiral que é observada, torna-se extremamente improvável que tenha surgido diversas vezes em linhagens relacionadas, ou surgido por convergência. É mais parcimonioso entender ela como uma característica que surgiu no ancestral comum referente aos Lophotrochozoa e perdeu-se algumas centenas de vezes ao longo da evolução, ou seja, considera-se uma plesiomorfia (carácter antigo). Foi, portanto, logo após a descoberta da ideia de que todas as formas com espiral no desenvolvimento embrionário deveriam estar relacionadas umas com as outras. Eles foram primeiramente resumidos em 1929 pelo biólogo Waldemar Schleip formalmente em um táxon chamado de Spiralia (a clivagem espiral parecia um excelente exemplo de uma característica desenvolvida no início da história do clado e depois conservada devido à sua importância no desenvolvimento).
O problema com o táxon Spiralia foi desde o início que há casos reconhecíveis em que a divisão em espiral obviamente tenha sido abandonada secundariamente. Os cefalópodes, cujo parentesco aos outros moluscos é evidente com base em inúmeras outras características, não têm divisão em espiral. Também em outro dos grupos modelo, onde o fenômeno foi descoberto em polychaeta, são agora numerosas exceções conhecidas. Portanto, deve-se esperar que também tenha sido transformado ou completamente perdida em outros grupos nos quais a conexão não é tão clara. Biólogos comparativos do desenvolvimento encontraram grupos individuais em outras linhagens de animais mostrando um p
adrão de divisão que pode ser interpretado como um espiral aberrante ou reorganizado
Logo ficou claro que a espiral estava obviamente restrita à Protostomia, enquanto nunca ocorre no outro grande grupo, Deuterostômio. Por algum tempo a espiral foi considerada por alguns taxonomistas como o autapomorfismo (caracter exclusivo de um grupo) da protostomia, e secundariamente perdida para todos os protóstomos com outros tipos evolutivos. Mais tarde, foi demonstrado que todos os exemplos duvidosos de espiral em Ecdysozoa ("animais em muda"), são devido a interpretações erradas. Espiralar, agora, parece ser uma característica marcante para entender a evolução dos invertebrados.

## Filogenia
Esta é a filogenia de acordo com estudos genéticos recentes:
|  | Chaetognatha                                                |
|  |                                                             |
|  | \| \| Micrognathozoa \| \| \| \| \| \| Rotifera \| \| \| \| |
|  |                                                             |
|  | Micrognathozoa                                              |
|  |                                                             |
|  | Rotifera                                                    |
|  |                                                             |

|  | Micrognathozoa |
|  |                |
|  | Rotifera       |
|  |                |

|  | Chaetognatha                                                |
|  |                                                             |
|  | \| \| Micrognathozoa \| \| \| \| \| \| Rotifera \| \| \| \| |
|  |                                                             |
|  | Micrognathozoa                                              |
|  |                                                             |
|  | Rotifera                                                    |
|  |                                                             |

|  | Micrognathozoa |
|  |                |
|  | Rotifera       |
|  |                |

|  | Mollusca |
|  |          |
|  | Annelida |
|  |          |

|  | Nemertea        |
|  |                 |
|  | Platyhelminthes |
|  |                 |

|  | Mollusca |
|  |          |
|  | Annelida |
|  |          |

|  | Nemertea        |
|  |                 |
|  | Platyhelminthes |
|  |                 |

|  | Mollusca |
|  |          |
|  | Annelida |
|  |          |

|  | Nemertea        |
|  |                 |
|  | Platyhelminthes |
|  |                 |

|  | Mollusca |
|  |          |
|  | Annelida |
|  |          |

|  | Nemertea        |
|  |                 |
|  | Platyhelminthes |
|  |                 |

|  | Cycliophora |
|  |             |
|  | Entoprocta  |
|  |             |

|  | Brachiopoda                                           |
|  |                                                       |
|  | \| \| Bryozoa \| \| \| \| \| \| Phoronida \| \| \| \| |
|  |                                                       |
|  | Bryozoa                                               |
|  |                                                       |
|  | Phoronida                                             |
|  |                                                       |

|  | Bryozoa   |
|  |           |
|  | Phoronida |
|  |           |

|  | Cycliophora |
|  |             |
|  | Entoprocta  |
|  |             |

|  | Brachiopoda                                           |
|  |                                                       |
|  | \| \| Bryozoa \| \| \| \| \| \| Phoronida \| \| \| \| |
|  |                                                       |
|  | Bryozoa                                               |
|  |                                                       |
|  | Phoronida                                             |
|  |                                                       |

|  | Bryozoa   |
|  |           |
|  | Phoronida |
|  |           |

|  | Cycliophora |
|  |             |
|  | Entoprocta  |
|  |             |

|  | Brachiopoda                                           |
|  |                                                       |
|  | \| \| Bryozoa \| \| \| \| \| \| Phoronida \| \| \| \| |
|  |                                                       |
|  | Bryozoa                                               |
|  |                                                       |
|  | Phoronida                                             |
|  |                                                       |

|  | Bryozoa   |
|  |           |
|  | Phoronida |
|  |           |

|  | Cycliophora |
|  |             |
|  | Entoprocta  |
|  |             |

|  | Brachiopoda                                           |
|  |                                                       |
|  | \| \| Bryozoa \| \| \| \| \| \| Phoronida \| \| \| \| |
|  |                                                       |
|  | Bryozoa                                               |
|  |                                                       |
|  | Phoronida                                             |
|  |                                                       |

|  | Bryozoa   |
|  |           |
|  | Phoronida |
|  |           |

|  | Mollusca |
|  |          |
|  | Annelida |
|  |          |

|  | Nemertea        |
|  |                 |
|  | Platyhelminthes |
|  |                 |

|  | Mollusca |
|  |          |
|  | Annelida |
|  |          |

|  | Nemertea        |
|  |                 |
|  | Platyhelminthes |
|  |                 |

|  | Mollusca |
|  |          |
|  | Annelida |
|  |          |

|  | Nemertea        |
|  |                 |
|  | Platyhelminthes |
|  |                 |

|  | Mollusca |
|  |          |
|  | Annelida |
|  |          |

|  | Nemertea        |
|  |                 |
|  | Platyhelminthes |
|  |                 |

|  | Cycliophora |
|  |             |
|  | Entoprocta  |
|  |             |

|  | Brachiopoda                                           |
|  |                                                       |
|  | \| \| Bryozoa \| \| \| \| \| \| Phoronida \| \| \| \| |
|  |                                                       |
|  | Bryozoa                                               |
|  |                                                       |
|  | Phoronida                                             |
|  |                                                       |

|  | Bryozoa   |
|  |           |
|  | Phoronida |
|  |           |

|  | Cycliophora |
|  |             |
|  | Entoprocta  |
|  |             |

|  | Brachiopoda                                           |
|  |                                                       |
|  | \| \| Bryozoa \| \| \| \| \| \| Phoronida \| \| \| \| |
|  |                                                       |
|  | Bryozoa                                               |
|  |                                                       |
|  | Phoronida                                             |
|  |                                                       |

|  | Bryozoa   |
|  |           |
|  | Phoronida |
|  |           |

|  | Cycliophora |
|  |             |
|  | Entoprocta  |
|  |             |

|  | Brachiopoda                                           |
|  |                                                       |
|  | \| \| Bryozoa \| \| \| \| \| \| Phoronida \| \| \| \| |
|  |                                                       |
|  | Bryozoa                                               |
|  |                                                       |
|  | Phoronida                                             |
|  |                                                       |

|  | Bryozoa   |
|  |           |
|  | Phoronida |
|  |           |

|  | Cycliophora |
|  |             |
|  | Entoprocta  |
|  |             |

|  | Brachiopoda                                           |
|  |                                                       |
|  | \| \| Bryozoa \| \| \| \| \| \| Phoronida \| \| \| \| |
|  |                                                       |
|  | Bryozoa                                               |
|  |                                                       |
|  | Phoronida                                             |
|  |                                                       |

|  | Bryozoa   |
|  |           |
|  | Phoronida |
|  |           |

|  | Chaetognatha                                                |
|  |                                                             |
|  | \| \| Micrognathozoa \| \| \| \| \| \| Rotifera \| \| \| \| |
|  |                                                             |
|  | Micrognathozoa                                              |
|  |                                                             |
|  | Rotifera                                                    |
|  |                                                             |

|  | Micrognathozoa |
|  |                |
|  | Rotifera       |
|  |                |

|  | Chaetognatha                                                |
|  |                                                             |
|  | \| \| Micrognathozoa \| \| \| \| \| \| Rotifera \| \| \| \| |
|  |                                                             |
|  | Micrognathozoa                                              |
|  |                                                             |
|  | Rotifera                                                    |
|  |                                                             |

|  | Micrognathozoa |
|  |                |
|  | Rotifera       |
|  |                |

|  | Mollusca |
|  |          |
|  | Annelida |
|  |          |

|  | Nemertea        |
|  |                 |
|  | Platyhelminthes |
|  |                 |

|  | Mollusca |
|  |          |
|  | Annelida |
|  |          |

|  | Nemertea        |
|  |                 |
|  | Platyhelminthes |
|  |                 |

|  | Mollusca |
|  |          |
|  | Annelida |
|  |          |

|  | Nemertea        |
|  |                 |
|  | Platyhelminthes |
|  |                 |

|  | Mollusca |
|  |          |
|  | Annelida |
|  |          |

|  | Nemertea        |
|  |                 |
|  | Platyhelminthes |
|  |                 |

|  | Cycliophora |
|  |             |
|  | Entoprocta  |
|  |             |

|  | Brachiopoda                                           |
|  |                                                       |
|  | \| \| Bryozoa \| \| \| \| \| \| Phoronida \| \| \| \| |
|  |                                                       |
|  | Bryozoa                                               |
|  |                                                       |
|  | Phoronida                                             |
|  |                                                       |

|  | Bryozoa   |
|  |           |
|  | Phoronida |
|  |           |

|  | Cycliophora |
|  |             |
|  | Entoprocta  |
|  |             |

|  | Brachiopoda                                           |
|  |                                                       |
|  | \| \| Bryozoa \| \| \| \| \| \| Phoronida \| \| \| \| |
|  |                                                       |
|  | Bryozoa                                               |
|  |                                                       |
|  | Phoronida                                             |
|  |                                                       |

|  | Bryozoa   |
|  |           |
|  | Phoronida |
|  |           |

|  | Cycliophora |
|  |             |
|  | Entoprocta  |
|  |             |

|  | Brachiopoda                                           |
|  |                                                       |
|  | \| \| Bryozoa \| \| \| \| \| \| Phoronida \| \| \| \| |
|  |                                                       |
|  | Bryozoa                                               |
|  |                                                       |
|  | Phoronida                                             |
|  |                                                       |

|  | Bryozoa   |
|  |           |
|  | Phoronida |
|  |           |

|  | Cycliophora |
|  |             |
|  | Entoprocta  |
|  |             |

|  | Brachiopoda                                           |
|  |                                                       |
|  | \| \| Bryozoa \| \| \| \| \| \| Phoronida \| \| \| \| |
|  |                                                       |
|  | Bryozoa                                               |
|  |                                                       |
|  | Phoronida                                             |
|  |                                                       |

|  | Bryozoa   |
|  |           |
|  | Phoronida |
|  |           |

|  | Mollusca |
|  |          |
|  | Annelida |
|  |          |

|  | Nemertea        |
|  |                 |
|  | Platyhelminthes |
|  |                 |

|  | Mollusca |
|  |          |
|  | Annelida |
|  |          |

|  | Nemertea        |
|  |                 |
|  | Platyhelminthes |
|  |                 |

|  | Mollusca |
|  |          |
|  | Annelida |
|  |          |

|  | Nemertea        |
|  |                 |
|  | Platyhelminthes |
|  |                 |

|  | Mollusca |
|  |          |
|  | Annelida |
|  |          |

|  | Nemertea        |
|  |                 |
|  | Platyhelminthes |
|  |                 |

|  | Cycliophora |
|  |             |
|  | Entoprocta  |
|  |             |

|  | Brachiopoda                                           |
|  |                                                       |
|  | \| \| Bryozoa \| \| \| \| \| \| Phoronida \| \| \| \| |
|  |                                                       |
|  | Bryozoa                                               |
|  |                                                       |
|  | Phoronida                                             |
|  |                                                       |

|  | Bryozoa   |
|  |           |
|  | Phoronida |
|  |           |

|  | Cycliophora |
|  |             |
|  | Entoprocta  |
|  |             |

|  | Brachiopoda                                           |
|  |                                                       |
|  | \| \| Bryozoa \| \| \| \| \| \| Phoronida \| \| \| \| |
|  |                                                       |
|  | Bryozoa                                               |
|  |                                                       |
|  | Phoronida                                             |
|  |                                                       |

|  | Bryozoa   |
|  |           |
|  | Phoronida |
|  |           |

|  | Cycliophora |
|  |             |
|  | Entoprocta  |
|  |             |

|  | Brachiopoda                                           |
|  |                                                       |
|  | \| \| Bryozoa \| \| \| \| \| \| Phoronida \| \| \| \| |
|  |                                                       |
|  | Bryozoa                                               |
|  |                                                       |
|  | Phoronida                                             |
|  |                                                       |

|  | Bryozoa   |
|  |           |
|  | Phoronida |
|  |           |

|  | Cycliophora |
|  |             |
|  | Entoprocta  |
|  |             |

|  | Brachiopoda                                           |
|  |                                                       |
|  | \| \| Bryozoa \| \| \| \| \| \| Phoronida \| \| \| \| |
|  |                                                       |
|  | Bryozoa                                               |
|  |                                                       |
|  | Phoronida                                             |
|  |                                                       |

|  | Bryozoa   |
|  |           |
|  | Phoronida |
|  |           |